# Larvalparasit

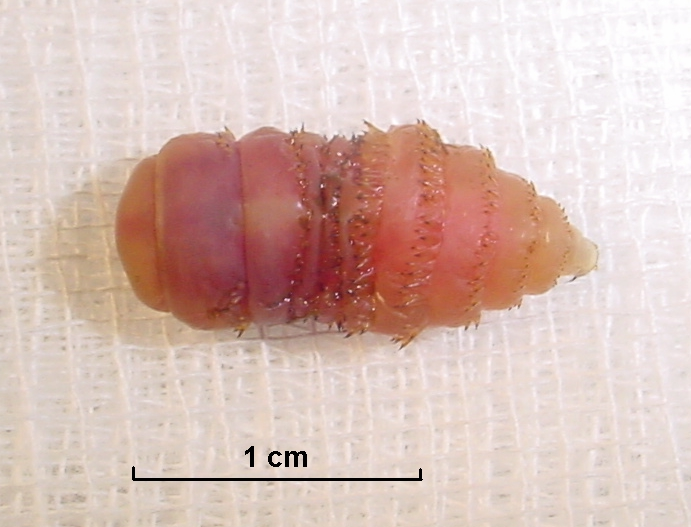
Larve der Magendassel des Pferdes

Als Larvalparasiten werden Tierarten bezeichnet, die nur als Larven als Parasiten leben und deren Adultstadien nicht parasitär leben. Larvalparasiten finden sich beispielsweise unter entomophagen Fadenwürmern, den Raupenfliegen, den Dasselfliegen sowie unter parasitären Hautflüglern. Auch die Larven von Muscheln der Unionoidea mit den Familien Fluss- und Teichmuscheln (Unionidae) und Flussperlmuscheln (Margaritiferidae) können als Larve (Glochidium) parasitisch an den Kiemen verschiedener Süßwasserfische leben.
Von temporären Parasiten unterscheiden sie sich dadurch, dass diese nur kurzzeitig und häufig als Adulte parasitieren (bspw. als Blutsauger) und nicht während ihres gesamten Larvenstadiums.

## Belege
1. ↑  Stichwort „Larvalparasiten.“ In: Herder-Lexikon der Biologie. Spektrum Akademischer Verlag GmbH, Heidelberg 2003. ISBN 3-8274-0354-5